# Eslip

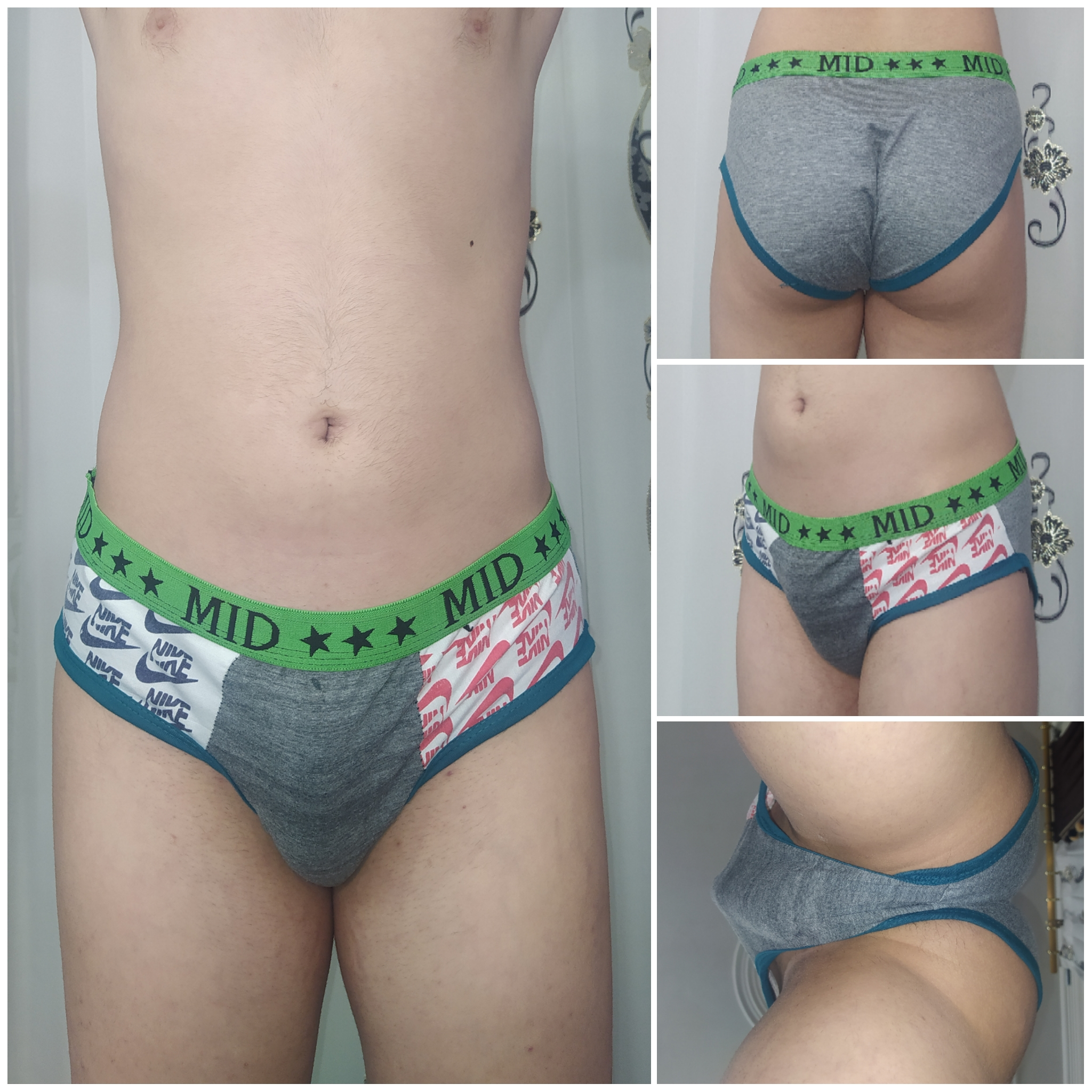

Un eslip és una peça interior masculina, semblant als calçotets curts i sense camals. També s'anomena així el banyador que té la mateixa forma.